# Queen Mary (libro)
Queen Mary es un libro de James Pope-Hennessy publicado por primera vez en 1959. Constituye la primera biografía oficial de María de Teck, reina consorte del Reino Unido por su matrimonio con Jorge V y abuela paterna de Isabel II.

## Historia
En agosto de 1955, tres años después de la muerte de María de Teck, James Pope-Hennessy recibió el encargo de elaborar una biografía oficial de la monarca.
Para ello, la reina Isabel II otorgó permiso al autor para acceder a la colección de los archivos reales y consultar documentos y fuentes primarias, entre los que se encontraban los diarios de la reina Victoria, los de la madre de la protagonista, María Adelaida de Cambridge, los de su suegra Alejandra de Dinamarca y los de su esposo Jorge V, así como sus propios diarios personales y la correspondencia que mantenía con su marido. 
Pope-Hennesst también contó con la colaboración de varias personalidades, tanto de la realeza como cortesanos, con los que se entrevistó durante su investigación, entre las que destacan Allan Lascelles, secretario privado de Jorge VI e Isabel II y responsable de los archivos reales; Wallis Simpson, el duque de Windsor y el príncipe Enrique de Gloucester, ambos hijos de la reina María.
El trabajo de redacción del libro duró tres años, quedando finalizado para 1958. 
En 2018 el historiador y biógrafo Hugo Vickers publicó The Quest for Queen Mary, que recoge el proceso realizado por Pope-Hennessy para escribir el libro.

## Estructura y contenido
La obra se estructura en cuatro volúmenes. El primero de ellos trata la infancia de la entonces princesa Victoria María de Teck. El segundo volumen describe la época inmediatamente posterior a su matrimonio con Jorge de York, hijo primogénito del príncipe Eduardo de Gales. El tercero versa sobre la etapa de María como princesa consorte de Gales durante el reinado de su suegro Eduardo VII. El cuarto y último volumen narra la etapa de la protagonista como reina consorte durante el reinado de su marido Jorge V, y el período posterior como reina madre.
La extensión de los volúmenes es irregular: el primero de ellos ocupa unas 274 páginas; el segundo, 78; el tercero, 47; y el cuarto, 190.
La crítica ha resaltado, entre otras partes, el primer volumen en el que no solo se reconstituye la corte británica y la sociedad londinense en la infancia de María de Teck en plena época victoriana, sino la de otras cortes europeas, como la alemana. En ambos casos se trata de familias o cortes emparentadas con la reina María, entre las que destacan las siguientes:
- La casa de Hesse-Kassel en el castillo de Rumpenheim donde habitaba la rama homónima tras la anexión del Electorado de Hesse al reino de Prusia en 1866. A esta familia pertenecía la abuela materna de María de Teck, Augusta de Hesse-Kassel, casada con el príncipe británico Adolfo de Cambridge, hijo de Jorge III.
- La corte del gran ducado de Mecklemburgo-Strelitz, en su capital, Neu-Strelitz. El soberano de ese estado, Federico Guillermo, estaba casado con la tía materna de María de Teck, Augusta de Cambridge.
- La corte real de Wurttemberg: tanto en Stuttgart, cabeza de este estado, como en otras residencias reales como la Villa Seefeld en Rorhbach, propiedad de Catalina de Wurttemberg o el castillo de Friedrichshafen, o Villa Seefeld, ambos a orillas del Bodensee
- El castillo de Reinthal, habitado por la tía paterna de María, Amalia de Teck y su marido el conde Paul von Hügel. En las cercanías del castillo vivía la otra tía paterna de María, la célibe Claudia que habitaba una casa de estilo suizo conocido como Schweizerhaus o Schweizerhof.